# Apiacere
『Apiacere』（アピアチェーレ）は、麻倉ももの3枚目のオリジナル・アルバム。2022年7月27日にMusicRay'nから発売された。

## リリース
2022年7月27日にMusicRay'nから発売された。Blu-ray付初回生産限定盤Type-A、Blu-ray+写真集付初回生産限定盤Type-B、通常盤の3形態で販売された。Type-Aにはワンマンライブ「LAWSON presents 麻倉もも Live 2020 “Agapanthus”」の映像が収録され、Type-BのBlu-rayには「僕だけに見える星」「ピンキーフック」「彩色硝子」「eclatante」のミュージックビデオが収録されている。

## ライブ
2022年10月から11月にかけて本アルバムを携えてライブツアーを行った。開催場所は、大阪のオリックス劇場、福岡の福岡市民会館の愛知の日本特殊陶業市民会館 フォレストホール、東京のLINE CUBE SHIBUYA（渋谷公会堂）と中野サンプラザホールで5か所計8公演。

## 収録内容

### 収録曲
☆は、アルバム新曲。
| #         | タイトル                        | 作詞         | 作曲         | 編曲         | 時間  |
| --------- | ------------------------------- | ------------ | ------------ | ------------ | ----- |
| 1.        | 「ピンキーフック」              | 渡辺翔       | 渡辺翔       | 倉内達矢     | 4:15  |
| 2.        | 「満開スケジュール」(☆)         | オカダカナ   | 渡辺翔       | 星銀乃丈     | 4:04  |
| 3.        | 「eclatante -エクラタンテ-」(☆) | 小林侑       | 小林侑       | EFFY         | 4:21  |
| 4.        | 「彩色硝子」                    | 宮嶋淳子     | 川崎智哉     | 川崎智哉     | 4:21  |
| 5.        | 「フラワーズ」(☆)               | けんたあろは | けんたあろは | けんたあろは | 3:39  |
| 6.        | 「僕だけに見える星」            | 香織         | 重永亮介     | 重永亮介     | 4:26  |
| 7.        | 「monologue」(☆)                | 月丘りあ子   | Agasa.K      | 岸田勇気     | 3:58  |
| 8.        | 「あしあと」                    | オカダカナ   | すずみとりあ | すずみとりあ | 4:26  |
| 9.        | 「Love me, Choose me」(☆)       | 都城ゆみ     | 中里亮介     | Tomggg       | 3:40  |
| 10.       | 「ふたりシグナル」              | 新谷風太     | 加藤冴人     | EFFY         | 4:15  |
| 11.       | 「ネムイケド」                  | 松坂康司     | 松坂康司     | 松坂康司     | 3:02  |
| 12.       | 「シロクジチュウム」(☆)         | 安藤紗々     | 田中秀和     | 田中秀和     | 3:28  |
| 合計時間: | 合計時間:                       | 合計時間:    | 合計時間:    | 合計時間:    | 47:55 |